# HSV Hamburg
Handballsportverein Hamburg (HSV Hamburg) er en tysk håndboldklub i Hamborg, der spiller i den bedste tyske håndboldrække, Bundesliga. 
Klubben blev grundlagt i 1999, og 15. januar 2016 gik den konkurs. Holdet blev nedrykket til 2. Handball-Bundesliga. I 2021 oprykkede holdet til 1. Bundesliga, hvor de siden har spillet. Klubben haft flere danske topspillere som Hans Lindberg, Marcus Cleverly og Henrik Toft Hansen.

## Spillertruppen
Den nuværende spillertrup for 2024-25 sæsonen.
| Målvogtere - 01 Johannes Bitter - 12 Jens Vortmann - 16 Alexander Pinski Højre fløje - 21 Frederik Bo Andersen - 27 Thies Bergemann Venstre fløje - 06 Casper U. Mortensen Stregspillere - 04 Andreas Magaard - 13 Niklas Weller - 34 Thore Feit | Venstre backs - 07 Leif Tissier - 15 Dominik Axmann - 25 Tomislav Severec - 55 Azat Valiullin Playmakere - 13 Niklas Weller - 14 Lukas Ossenkopp - 77 Dani Baijens Højre backs - 09 Jacob Lassen - 43 Zoran Ilić |

## Bundesligaresultater
Resultater fra den bedste tyske række Bundesligaen.
| Sæson   | Placering |
| ------- | --------- |
| 2002/03 | 8         |
| 2003/04 | 5         |
| 2004/05 | 9         |
| 2005/06 | 10        |
| 2006/07 | 2         |
| 2007/08 | 3         |
| 2008/09 | 2         |
| 2009/10 | 2         |
| 2010/11 | 1         |
| 2011/12 | 4         |
| 2012/13 | 5         |
| 2013/14 | 4         |

## Europa Cup-resultater
| Sæson   | Turnering        | Resultat    |
| ------- | ---------------- | ----------- |
| 2013/14 | Champions League | Vinder      |
| 2007/08 | Champions League | Semifinale  |
| 2006/07 | Cupwinners cup   | Vinder      |
| 2004/05 | Cupwinners cup   | 1/4--finale |

## Danske spillere
- Hans Lindberg siden 2007 (højrefløj)[3]
- Marcus Cleverly siden 2013 (målmand)
- Henrik Toft Hansen siden 2013 (streg)
- Staffan Taj
- Allan Damgaard